# Espinal
Espinal là một đô thị thuộc bang Veracruz, México. Năm 2005, dân số của đô thị này là 24823 người.